# Ijulskoje (Udmurcja)
Ijulskoje (ros. Июльское) – wieś (sieło) w Rosji, w Udmurcji, w rejonie wotkińskim. W 2010 liczyła 2267 mieszkańców.